# Hydrocotyle siamica
Hydrocotyle siamica är en växtart i släktet Hydrocotyle och familjen araliaväxter.
Arten förekommer från östra Himalaya till Indokina. Den beskrevs av William Grant Craib 1911.